# HARPS

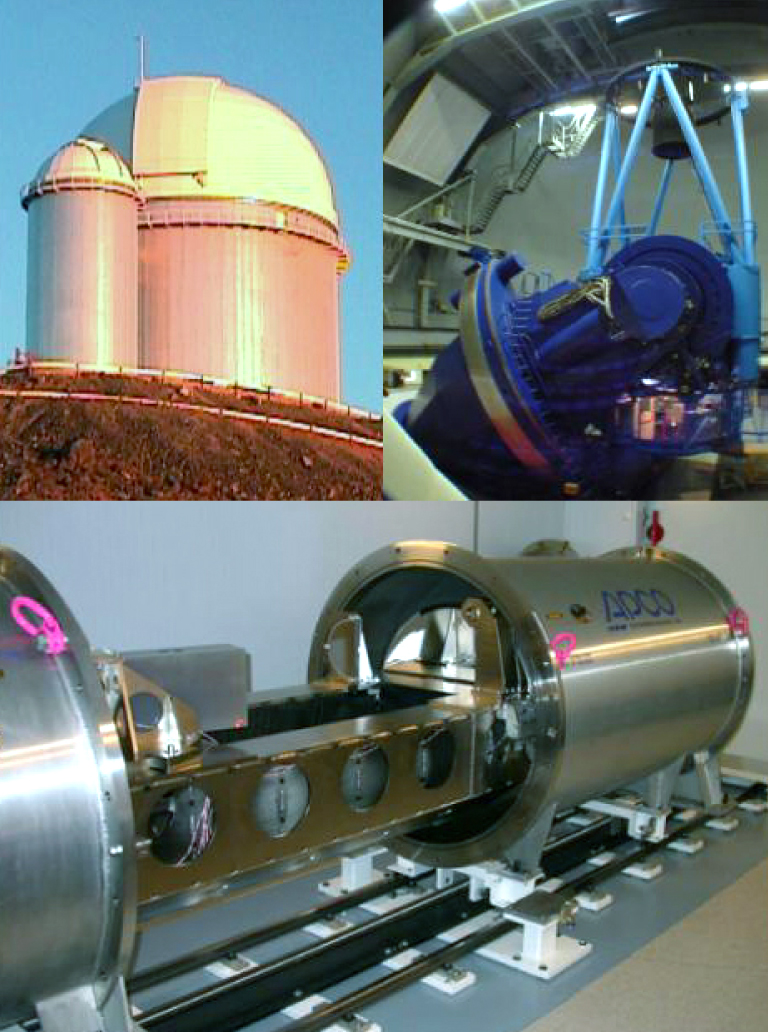
Muntatge del espectrògraf HARPS i del telescopi de 3.6 m a La Silla. La part superior esquerra mostra la cúpula del telescopi, mentre que la part superior dreta il·lustra el mateix telescopi. El espectrògraf HARPS es mostra a la imatge inferior durant les proves de laboratori. El tanc buit és obert perquè alguns dels components d'alta precisió en l'interior es puguin veure

 HARPS  és un acrònim per  Cercador de Planetes per Velocitat Radial d'Alta Precisió  (High Accuracy  Radial velocity Planet Searcher, en anglès). És un espectrògraf Echelle d'alta precisió instal·lat el 2002 al Telescopi de 3,6 metres d'ESO a l'Observatori de La Silla, Xile. Les seves primeres observacions es van realitzar el febrer de 2003. És un espectrògraf de velocitat radial de segona generació, basat en les experiències assolides amb els instruments Elodie i Coralia.
Va ser construït inicialment per dur a terme una recerca que involucraria milers d'estrelles.

## Característiques
Podeu obtenir precisions de 0,97 m/s (3.5 km/h), sent un dos instruments que poden aconseguir aquest nivell de precisió en la Terra, gràcies a un disseny en què l'estrella objectiu i un espectre de referència d'una làmpada de tori són observats simultàniament usant dos menjars de fibra òptica idèntiques, a més d'un alt grau d'atenció a l'estabilitat mecànica, ja que l'instrument es troba sobre una cambra de buit, que té una temperatura controlada fins per variacions de 0.01C. L'exactitud de l'instrument és tal que es va obtenir la millor mesura obtindre l'espectre del tori. Per tot això, la detecció de planetes està limitada per les pulsacions de les estrelles observades més que per l'instrument en si.
L'investigador principal en HARPS és Michel Major, que treballa amb Didier Queloz. El descobriment del planeta Gliese 581 c, el més probable candidat per a albergar vida extraterrestre fins al moment, va ser fet per Stéphane Udry del Observatori de Ginebra.

## Llista de descobriments
- HD 330075 b , (10 de febrer de 2004)
- Mi Arae c , (25 d'agost de 2004)
- Gliese 876 d , (13 de juny de 2005)
- HD 93083 b , (2005)
- HD 101930 b , (2005)
- HD 102117 b , (2005)
- HD 4308 b , (2005)
- HD 69830 b , (18 de maig de 2006)
- HD 69830 c , (18 de maig de 2006)
- HD 69830 d , (18 de maig de 2006)
- Gliese 581 c , (23 d'abril de 2007)
- Gliese 581 d , (23 d'abril de 2007)
- HD 40307 b , (juny 2008)
- HD 40307 c , (juny 2008)
- HD 40307 d , (juny 2008)
- Gliese 581 i , (abril 2009)

L'octubre del 2009, el descobriment de 32 planetes extrasolars addicionals va ser anunciat per l'ESO, per a un total de 75 exoplanetes observats per primera per HARPS.